# Raphitoma pallaryi
Raphitoma pallaryi is een slakkensoort uit de familie van de Raphitomidae. De wetenschappelijke naam van de soort is voor het eerst geldig gepubliceerd in 1977 door Nordsieck.